# Lista das maiores reservas naturais do planeta
Esta é uma lista que cita as 10 maiores reservas naturais do planeta.

## Lista
| Nome()                                                | País          | Área        | Ano de Criação |
| Parque Nacional do Nordeste da Groelândia             | Denmark       | 972 000 Km2 | 1988           |
| Área de Manejo da Fauna Selvagem Ar Rub' al Khali     | Saudi Arabia  | 640 000 Km2 | 1994           |
| Monumento Marinho Nacional Papahanaumokuakea          | United States | 362 000 Km2 | 2006           |
| Parque Nacional da Grande Barreira de Coral           | Australia     | 344 000 Km2 | 1975           |
| Reserva Natural de Qiagtang                           | China         | 298 000 Km2 | 1990           |
| Parque Marinho da Ilha Macquarie                      | Australia     | 162 060 Km2 | 1999           |
| Reserva Natural Naciona de Sanjiangyuan               | China         | 152 300 Km2 | 2000           |
| Reserva Marinha de Galápagos                          | Equador       | 133 000 Km2 | 1999           |
| Zona Setentrional de Manejo da Fauna Selvagem         | Saudi Arabia  | 100 875 Km2 | 1988           |
| Área Protegida das Terras Aborígenes de Ngaanyatjarra | Australia     | 98 129 Km2  | 2002           |